# De rode boei
De rode boei is een  stripverhaal uit de reeks van Jerom.

## Locaties
Dit verhaal speelt zich af op de volgende locaties:
- zee, strand, huis van schipper Torenz, Morotari burcht, bunker, vissershaven

## Personages
In dit verhaal spelen de volgende personages mee:
- Jerom, tante Sidonia, professor Barabas, Odilon, vissers, mensen op het strand, werknemers van de havendienst, schipper Torenz en zijn dochter Maria, professor Panchovil, admiraal en militairen

## Het verhaal
Jerom loopt over het strand en ziet een schip in nood bij windkracht 14. Het schip vergaat en ook de reddingsboot komt in problemen. Jerom redt de vissers en wordt toegejuicht door de mensen op het strand. De drenkelingen worden naar huis gebracht en Jerom ziet een rode boei op het strand. Hij besluit schipper Torenz te bezoeken en wordt ontvangen door zijn dochter. Daar komt net een telefoontje binnen, iemand wil weten waar de rode boei gevonden is. Jerom wil het duo helpen als hij hoort dat de schipper bedreigd wordt en besluit de boei te onderzoeken. Als hij weer bij het huisje komt verslaat hij drie grote mannen en ziet een auto snel wegrijden. Schipper Torenz is vastgebonden en zijn dochter is ontvoerd. De schipper vertelt Jerom dat hij in verboden water viste en de overheid mag dit niet te weten komen, want dan mag hij niet meer vissen. 's Nachts wordt Jerom met slaapgas verdoofd en de schipper besluit mee te werken om zijn dochter vrij te krijgen.
Jerom vindt een sigarettenpeuk en gaat naar Morotari. Daar onderzoekt professor Barabas de peuk en Jerom vertelt dat op de boei ZL stond, dit staat voor Zuid-Latina. De tabak komt ook uit Zuid Latina en Odilon vertelt dat er de dag ervoor een duikboot uit Zuid Latina in Antwerpen was en snel vertrok. Jerom gaat terug naar het strand en ziet een bunker, hij ziet dat de aanwezige militairen slapen. Odilon komt tevoorschijn met een slaapgaspistool en samen gaan ze naar de burcht. Ze bevrijden Maria en Jerom gaat verder de bunker in. Daar vertellen de mannen dat de rode boei aan een speciale zeemijn was vastgemaakt. Ze wierpen de mijn per vergissing uit en weten niet waar dit gebeurde. Ze willen de mijn terugvinden. Alleen professor Panchovil weet hoe de ontsteking werkt. De professor komt per vliegtuig aan, maar Odilon bedwelmt hem en daardoor kan hij niks vertellen. Jerom gaat naar de vissershaven om de mijn te zoeken. Hij kan de mijn het water uit gooien en onder schade ontploft de mijn. De admiraal en de militairen zijn verdwenen en Jerom gaat terug naar schipper Torenz en zijn dochter en ze drinken op de goede afloop.